# Nationella försvarskommissionen
Nationella försvarskommissionen var ett statligt militärråd i Nordkorea, inrättat 1972 och enligt Demokratiska folkrepubliken Koreas konstitution från 1998 "det högsta vägledande organet för militären och förvaltningsorganet för militära frågor", tills det avskaffades i juni 2016 och ersattes med Kommissionen för statliga affärer.
Nationella försvarskommissionen styrde Koreanska folkarmén och utövade vid sidan om regeringen en dominerande roll i landets politik. 
Ordföranden i kommissionen kontrollerade Nordkoreas väpnande styrkor och var den mäktigaste positionen i landet. Kim Jong-il var ordförande fram till sin död 2011. Ordförande från 2012 till 2016 var Kim Jong Un, sonson till den förste presidenten Kim Il Sung. Vid sidan av kommissionen fanns också Koreas arbetarpartis centrala militärkommission, som koordinerade partiets organisationer inom Koreas folkarmé. 
I Folkrepubliken Kina finns ett liknande råd, den Centrala militärkommissionen, liksom i Vietnam.

## Sammansättning (juni 2016)
Vid dess avskaffande i juni 2016 hade kommissionen följande medlemmar:
- Evig ordförande: Kim Jong-il
- Förste ordförande: Kim Jong-un
- Vice ordförande:
  - Vice marskalk i Koreanska folkarmén Ri Yong-mu
  - General i armén O Kuk-ryol
  - General i armén Hwang Pyong-so
- Ledamöter i kommissionen:
  - General i armén Kim Won-hong
  - General i armén Choe Pu-il
  - Jo Chun-ryong
  - Ri Pyong-chol
  - Kim Chun-sop

## Sammansättning (9 december 2013)
- Evig ordförande: Kim Jong-il
- Förste ordförande: Kim Jong-un
- Vice ordförande:
  - Vice marskalk i Koreanska folkarmén Kim Yong-Chun
  - Vice marskalk i Koreanska folkarmén Ri Yong-mu
  - General i armén O Kuk-ryol
- Ledamöter i kommissionen:
  - General i armén Ri Myong-su, Minister för statssäkerhet
  - General i armén Choe Pu-il
  - General i armén Kim Kyok-sik, Minister för folkets väpnade styrkor
  - Pak To-chun
  - Paek Se-bong
  - Kim Won-hong
  - Ju Kyu-chang, förste vice sekreterare Koreas arbetarpartis avdelning för militär industri